# Lantriac
Lantriac – miejscowość i gmina we Francji, w regionie Owernia-Rodan-Alpy, w departamencie Górna Loara.
Według danych na rok 1990 gminę zamieszkiwało 1468 osób, a gęstość zaludnienia wynosiła 64 osoby/km² (wśród 1310 gmin Owernii Lantriac plasuje się na 145. miejscu pod względem liczby ludności, natomiast pod względem powierzchni na miejscu 367.).